# لبه‌دم‌سفید چانه‌ارغوانی
لبه‌دم‌سفید چانه‌ارغوانی (به لاتین: Urosticte benjamini) گونه‌ای مرغ مگس در تبار خورشیدرخشان‌تباران (Heliantheini) در زیرتیرهٔ خورشیدیان (Lesbiinae) است. این گونه در کلمبیا و اکوادور یافت می‌شود.